# Tilbage til arbejdet
Tilbage til arbejdet (med undertitlen Sådan bekæmper vi pseudoarbejde i organisationer) er en debatbog udgivet i 2020 og skrevet af antropolog Dennis Nørmark, som en fortsættelse af bogen Pseudoarbejde fra 2018, som beskriver hvordan en stor del af både privat og offentligt ansattes tid går med arbejde, som ikke skaber noget af værdi. Tilbage til arbejdet indeholder en række konkrete anvisninger på, hvordan man som medarbejder og leder kan reducere mængden af sådant arbejde, bl.a. ved at gøre op med brugen af floskelfyldt managementsprog, såkaldt bullshit, samt at give de ansatte større frihed til selv at tilrettelægge deres arbejde.

## Indhold
Del 1 er en opsummering af hovedpunkterne i den foregående bog Pseudoarbejde, foruden at de vigtigste begreber i Tilbage til arbejdet beskrives. Endelig gennemgås det, hvordan moderne arbejde er gået hen og blevet indviklet, oftest fordi der mangler vilje til at gøre noget ved problemet. I bogens næste fem dele tages der nu fat omkring hver sin grundlæggende fejl eller mangel, som fører til pseudoarbejde.
Del 2 behandler organisationers manglende evne til at benytte et klart og ærligt sprog, og stiller spørgsmålstegn ved, om mange af opgaverne nu også er så vigtige som det påstås, og om man i virkeligheden har så travlt, som man påstår. Her er også konkrete anvisninger for jobsøgende til at undersøge, om det job de søger indeholder pseudoarbejde, og endelig undersøges det, hvordan firmaer kan finde på at slå job op, som ikke findes. Som eksempel på brug af uklart sprog nævnes en artikel, med titlen Towards a Transformative Hermeneutics of Quantum Gravity, som en amerikansk fysikprofessor i 1996 fik publiceret i et anset humanistisk tidsskrift, som først for sent opdagede, at artiklen var vrøvl fra ende til anden, og blot skrevet for at undersøge, om folkene bag tidsskriftet overhovedet forstod deres eget sprog længere.
Del 3 er især henvendt til ledere, som her kan finde anvisninger på, hvordan de undgår at pålægge deres medarbejdere pseudoarbejde, fx ved ikke at løse organisatoriske problemer ved blot at indføre flere regler og procedurer, men i stedet vise medarbejderne mere tillid og give dem mere selvbestemmelse, så at løsningen på disse problemer snarere kommer nedefra end oppe fra direktionsgangene.
Når vi afbureaukratiserer, sker det stort set med en pincet, regel for regel, mens der står nogle andre med en skovl og læsser nye regler på.
Del 4 handler om stabsfunktioner, som hr, kommunikation og it, og beskyldningerne om, at disse ofte belemrer medarbejderne i selve produktionen med pseudoarbejde, fremfor at hjælpe med løsning af deres konkrete problemer.
Del 5 appellerer til, at man igen giver sig til at bruge sin sunde fornuft og sin kritiske sans, når man skal vurdere, om et stykke arbejde i virkeligheden er værdiløst eller ej. Er initiativer meningsløse, bør de ikke iværksættes. Dette gælder også ledelsernes begejstring for tech og digitalisering, som ikke bør medføre mere unyttigt arbejde, men mindre.
Del 6 drejer sig om udvikle måder, hvorpå man kan begrænse produktionen af unyttige ting, såsom rapporter og dokumentationprocedurer, herunder at begrænse mængden af møder og emails. Desuden opfordres der til, man ser kritisk på mængden af målinger og registreringer, som fylder mere og mere, men som forskning har vist er mere eller mindre ubrugelige.

## Kritik
Det er en skøn bog. For den får dig til at tænke – ikke bare over dit eget arbejde men også mange af dine kollegers. Samtidig peger den ikke fingre ad mennesker – kun ad processer og tungt, kompliceret og ligegyldigt arbejde.
Bogen er blevet kritiseret for i lidt for høj grad at bruge plads på at beskrive de mange henvendelser og cases, som forfatteren modtog efter bogen Pseudoarbejde, på bekostning af egentlig forskning på området. Desuden er fremført, at bogen måske i højere grad burde have taget udgangspunkt i den opfordring, som først nævnes til allersidst i bogen, nemlig at et af de bedste værn mod pseudoarbejde er at gøre sig mindre økonomisk afhængig, så at man selv kan nedsætte sin arbejdstid, og derved undgå at udføre pseudoarbejde.

### Dansk
- Markus Bernsen (2019): Danmark disruptet. Gyldendal, 212 sider, ISBN 9788702270884
- Morten Münster (2017): Jytte fra marketing er desværre gået for i dag. Gyldendal Business, 309 sider, ISBN 9788702243581
- Dennis Nørmark og Anders Fogh Jensen (2018): Pseudoarbejde. Gyldendal, 294 sider, ISBN 978-87-02-24532-5
- Dennis Nørmark (2020): Tilbage til arbejdet. Gyldendal, 290 sider, ISBN 978-87-02-30361-2
- Daniel H. Pink (2015): Motivation. Akademisk Forlag business, ISBN 9788750046219
- Peter Svarre (2019): Hvad skal vi med mennesker? Gyldendal, 253 sider, ISBN 9788702265927
- Per Helge Sørensen (2020): Varmluftsstrategi for begyndere. Gyldendal Business, 244 sider, ISBN 9788702288445
- Christian Ørsted (2020): Fatale forandringer. People´s Press, 267 sider, ISBN 9788770363136

### Engelsk
- Marcus Buckingham og Ashley Goodall (2019):  Nine Lies about Work. Harvard Business Review Press, 256 sider, ISBN 9781633696303
- Harry G. Frankfurt (2005): On Bullshit. Princeton University Press, 80 sider, ISBN 978-0691122946
- David Graeber (2018): Bullshit Jobs: A Theory.  Simon & Schuster, 335 sider, ISBN 9781501143311
- Frederic Laloux (2014): Reinventing Organizations. Nelson Parker, 172 sider, ISBN 9782960133554
- Michael C. Mankins og Eric Garton (2017): Time, Talent, Energy - Overcome Organizational Drag and Unleash Your Team's Productive Power. Harvard Business Review Press, 240 sider, ISBN 9781633691773
- Jerry Z. Muller (2018): The Tyranny of Metrics. Princeton University Press, 240 sider, ISBN 9780691191911
- Phil Rosenzweig (2007): The Halo Effect. Free Press, 232 sider, ISBN 978-0-7432-9125-5
- Simon Sinek (2009): Start With Why.  Portfolio, 255 sider, ISBN 978-1-59184-280-4
- André Spicer (2018): Business Bullshit.  Taylor & Francis Ltd, ISBN 9781138911673